# Melanis electron
Melanis electron is een vlindersoort uit de familie van de prachtvlinders (Riodinidae), onderfamilie Riodininae.
Melanis electron werd in 1793 beschreven door Fabricius.